# Crematogaster laevis
Crematogaster laevis är en myrart som beskrevs av Mayr 1878. Crematogaster laevis ingår i släktet Crematogaster och familjen myror.

## Underarter
Arten delas in i följande underarter:
- C. l. bruesi
- C. l. laevis